# Цикл женских турниров ITF 2014 (июль — сентябрь)
Цикл женских турниров ITF 2014 (англ. 2014 ITF Women's Circuit) — ежегодный женский тур профессиональных теннисистов, проводимый Международной федерацией тенниса.
Статья содержит результаты третьей четверти года — с июля по сентябрь.

## Расписание

### Легенда
| Призовой фонд |
| 100.000 USD   |
| 75.000 USD    |
| 50.000 USD    |
| 25.000 USD    |
| 15.000 USD    |
| 10.000 USD    |

## Неделя 28
| Дата начала | Турнир                                                                    | Чемпионки (Счёт финала)                                     | Финалистки                                 |
| ----------- | ------------------------------------------------------------------------- | ----------------------------------------------------------- | ------------------------------------------ |
| 7 июля      | Балыкесир, Турция $10,000 — Хард Турнир 2014                              | Клартье Либенс 6-2 6-2                                      | Лу Брюло                                   |
| 7 июля      | Балыкесир, Турция $10,000 — Хард Турнир 2014                              | Лу Брюло Анетта Мунозова 6-4 6-2                            | Виолетта Дегтярёва Виктория Воронцова      |
| 7 июля      | Бангкок, Таиланд $10,000 — Хард Турнир 2014                               | Ван Яфань 6-3 6-2                                           | Сабина Шарипова                            |
| 7 июля      | Бангкок, Таиланд $10,000 — Хард Турнир 2014                               | Варатчая Вонгтинчай Варуня Вонгтинчай 6-3 4-6 [10-8]        | Луксика Кумкхум Тамарин Танасугарн         |
| 7 июля      | Гечо, Испания $10,000 — Грунт Турнир 2014                                 | Лаура Поус-Тио 6-7(4) 6-3 7-5                               | Ольга Саес Ларра                           |
| 7 июля      | Гечо, Испания $10,000 — Грунт Турнир 2014                                 | Шарлотта Рёмер Ольга Саес Ларра 6-4 7-5                     | Александра Нанкэрроу Ольга Паррес-Аскойтия |
| 7 июля      | Турин, Италия $10,000 — Грунт Турнир 2014                                 | Юлиана Лисарасо 7-6(5) 6-3                                  | Аличе Маттеуччи                            |
| 7 июля      | Турин, Италия $10,000 — Грунт Турнир 2014                                 | Юлиана Лисарасо Аличе Маттеуччи 6-3 6-2                     | Джорджа Брешиа Лиза Сабино                 |
| 7 июля      | Шарм-эш-Шейх, Египет $10,000 — Хард Турнир 2014                           | Джан Абаза 6-4 6-4                                          | Полин Пайе                                 |
| 7 июля      | Шарм-эш-Шейх, Египет $10,000 — Хард Турнир 2014                           | Джан Абаза Анастасия Шаульская 6-4 6-3                      | Жаклин Адина Кристьян Аквиле Паразинскайте |
| 7 июля      | Яссы, Румыния $10,000 — Грунт Турнир 2014                                 | Оана Джорджета Симьон 6-2 6-1                               | Кристина-Мадалина Станку                   |
| 7 июля      | Яссы, Румыния $10,000 — Грунт Турнир 2014                                 | Ралука Елена Платон Кристина-Мадалина Станку 2-6 6-4 [10-6] | Оана Джорджета Симьон Габриэла Талабэ      |
| 7 июля      | Ашаффенбург, Германия $25,000 — Грунт Турнир 2014                         | Лесли Керкхове 7-5 6-3                                      | Карина Виттхёфт                            |
| 7 июля      | Ашаффенбург, Германия $25,000 — Грунт Турнир 2014                         | Рика Фудзивара Юки Танака 6-1 6-4                           | Лесли Керкхове Ксения Кнолль               |
| 7 июля      | Гатино, Канада $25,000 — Хард Турнир 2014                                 | Стефани Форетц 6-3 3-6 6-3                                  | Франсуаза Абанда                           |
| 7 июля      | Гатино, Канада $25,000 — Хард Турнир 2014                                 | Хироко Кувата Тьяки Окадауэ 6-4 6-3                         | Мана Аюкава Юстина Егёлка                  |
| 7 июля      | Сакраменто, США $50,000 — Хард Турнир 2014                                | Оливия Роговска 6-2 7-5                                     | Джулия Босеруп                             |
| 7 июля      | Сакраменто, США $50,000 — Хард Турнир 2014                                | Дарья Гаврилова Сторм Сандерс 6-2 6-1                       | Мария Санчес Зоуи Гвен Скандалис           |
| 7 июля      | Открытый чемпионат Биаррица Биарриц, Франция $100,000 — Грунт Турнир 2014 | Кайя Канепи 6-2 6-4                                         | Тельяна Перейра                            |
| 7 июля      | Открытый чемпионат Биаррица Биарриц, Франция $100,000 — Грунт Турнир 2014 | Флоренсия Молинеро Штефани Фогт 6-2 6-2                     | Лурдес Домингес Лино Тельяна Перейра       |

## Неделя 29
| Дата начала | Турнир                                             | Чемпионки (Счёт финала)                                     | Финалистки                           |
| ----------- | -------------------------------------------------- | ----------------------------------------------------------- | ------------------------------------ |
| 14 июля     | Ванкувер, Канада $10,000 — Хард Турнир 2014        | Алекса Гуарачи 6-3 1-6 7-6(6)                               | Юка Хигути                           |
| 14 июля     | Ванкувер, Канада $10,000 — Хард Турнир 2014        | Юка Хигути Хироно Ватанабэ 4-6 6-2 [10-5]                   | Лорен Альбанезе Алекса Гуарачи       |
| 14 июля     | Галац, Румыния $10,000 — Грунт Турнир 2014         | Патрича Мария Циг 6-3 1-6 7-6(6)                            | Ирина Мария Бара                     |
| 14 июля     | Галац, Румыния $10,000 — Грунт Турнир 2014         | Екатерина Лаврикова Алессия Пиран 7-5 1-6 [10-4]            | Николета Даскэлу Кристина Эне        |
| 14 июля     | Кнокке-Хейст, Бельгия $10,000 — Грунт Турнир 2014  | Кверина Лемойне 6-1 6-0                                     | Келли Верстег                        |
| 14 июля     | Кнокке-Хейст, Бельгия $10,000 — Грунт Турнир 2014  | Алёна Большова-Задойнов Сесилия Коста Мелгар 4-6 6-3 [10-4] | Жюстин де Суттер Софи Ойен           |
| 14 июля     | Шарм-эш-Шейх, Египет $10,000 — Хард Турнир 2014    | Деспоина Вогасари 7-5 6-0                                   | Валерия Страхова                     |
| 14 июля     | Шарм-эш-Шейх, Египет $10,000 — Хард Турнир 2014    | Клотильда де Бернарди Мишель Сэммонс 7-5 7-5                | Джулия Бруццоне Алина Михеева        |
| 14 июля     | Эвансвилл, США $10,000 — Хард Турнир 2014          | Торнадо Алисия Блэк 6-4 4-6 6-2                             | Кейтлин Хуриски                      |
| 14 июля     | Эвансвилл, США $10,000 — Хард Турнир 2014          | Брук Остин Натали Плускота 6-4 3-6 [11-9]                   | Кэтрин Харрисон Мэри Везерхольт      |
| 14 июля     | Имола, Италия $15,000 — Ковёр Турнир 2014          | Кэти Данн 6-1 6-3                                           | Дениз Хазанюк                        |
| 14 июля     | Имола, Италия $15,000 — Ковёр Турнир 2014          | Кэти Боултер Кэти Данн 7-6(8) 6-3                           | Анна-Джулия Ремондина Лиза Сабино    |
| 14 июля     | Гранби, Канада $25,000 — Хард Турнир 2014          | Михару Иманиси 6-4 6-4                                      | Стефани Форетц                       |
| 14 июля     | Гранби, Канада $25,000 — Хард Турнир 2014          | Хироко Кувата Рико Саваянаги Без игры                       | Эрин Рутлифф Кэрол Чжао              |
| 14 июля     | Дармштадт, Германия $25,000 — Грунт Турнир 2014    | Андрея Миту 6-2 6-1                                         | Виктория Голубич                     |
| 14 июля     | Дармштадт, Германия $25,000 — Грунт Турнир 2014    | Никола Гойер Виктория Голубич 5-7 6-2 [10-3]                | Каролина Даниэльс Лаура Шедер        |
| 14 июля     | Пхукет, Таиланд $25,000 — Хард(i) Турнир 2014      | Ван Яфань 3-6 6-2 7-5                                       | Сюй Ифань                            |
| 14 июля     | Пхукет, Таиланд $25,000 — Хард(i) Турнир 2014      | Хан На Рэ Ю Ми 6-4 6-3                                      | Акари Иноуэ Ли Ясюань                |
| 14 июля     | Карсон, США $50,000 — Хард Турнир 2014             | Николь Гиббс 6-4 6-4                                        | Мелани Уден                          |
| 14 июля     | Карсон, США $50,000 — Хард Турнир 2014             | Михаэлла Крайчек Оливия Роговска 7-6(4) 6-1                 | Саманта Кроуфорд Сачия Викери        |
| 14 июля     | ITS Cup Оломоуц, Чехия $50,000 — Грунт Турнир 2014 | Петра Цетковская 3-6 6-1 6-4                                | Дениса Аллертова                     |
| 14 июля     | ITS Cup Оломоуц, Чехия $50,000 — Грунт Турнир 2014 | Петра Цетковская Рената Ворачова 6-2 4-6 [10-7]             | Барбора Крейчикова Александра Крунич |

## Неделя 30
| Дата начала | Турнир                                                                    | Чемпионки (Счёт финала)                                                     | Финалистки                                              |
| ----------- | ------------------------------------------------------------------------- | --------------------------------------------------------------------------- | ------------------------------------------------------- |
| 21 июля     | Бад-Вальтерсдорф, Австрия $10,000 — Грунт Турнир 2014                     | Барбара Хаас 7-6(6) 6-3                                                     | Ива Мековец                                             |
| 21 июля     | Бад-Вальтерсдорф, Австрия $10,000 — Грунт Турнир 2014                     | Пиа Кёниг Полона Реберсак 6-7(4) 7-5 [14-12]                                | Кристина Грабалова Тереза Янатова                       |
| 21 июля     | Вальядолид, Испания $10,000 — Хард Турнир 2014                            | Лаура Поус-Тио 4-6 7-5 6-2                                                  | Осеан Додан                                             |
| 21 июля     | Вальядолид, Испания $10,000 — Хард Турнир 2014                            | Мария дель Росарио Канеро Перес Паула дель Куэто Кастильо 6-3 6-7(2) [10-2] | Паула Комельо Агуило Айна Шаффнер Риера                 |
| 21 июля     | Визерба, Италия $10,000 — Грунт Турнир 2014                               | Жасмин Паолини 6-1 6-0                                                      | Анна-Джулия Ремондина                                   |
| 21 июля     | Визерба, Италия $10,000 — Грунт Турнир 2014                               | Луиза Мария Хубер Наталья Седлиская 6-3 6-4                                 | Джорджа Брешиа Кристиана Феррандо                       |
| 21 июля     | Ле-Контамин-Монжуа, Франция $10,000 — Хард Турнир 2014                    | Алёна Большова-Задойнов 3-6 6-3 6-0                                         | Таисия Мордергер                                        |
| 21 июля     | Ле-Контамин-Монжуа, Франция $10,000 — Хард Турнир 2014                    | Алёна Большова-Задойнов Карла Тули 6-1 6-1                                  | Сара Кастельяно Кьяра Кваттроне                         |
| 21 июля     | Маасейк, Бельгия $10,000 — Грунт Турнир 2014                              | Кверина Лемойне 6-1 6-3                                                     | Бернисе ван де Велде                                    |
| 21 июля     | Маасейк, Бельгия $10,000 — Грунт Турнир 2014                              | Стеффи Дистельманс Магали Кемпен 6-4 6-3                                    | Бернисе ван де Велде Келли Верстег                      |
| 21 июля     | Нью-Дели, Индия $10,000 — Хард Турнир 2014                                | Ким Дабин 6-1 6-3                                                           | Кэтрин Ип                                               |
| 21 июля     | Нью-Дели, Индия $10,000 — Хард Турнир 2014                                | Ратуджа Бхосале Ким Дабин 6-2 7-6(2)                                        | Нидхи Чилумула Хан Сун Хе                               |
| 21 июля     | Остин, США $10,000 — Хард Турнир 2014                                     | Келли Чен 6-3 7-6(7)                                                        | Мэри Везерхольт                                         |
| 21 июля     | Остин, США $10,000 — Хард Турнир 2014                                     | Кэтрин Харрисон Мэри Везерхольт 6-2 7-5                                     | Александра Черконе Алекса Гуарачи                       |
| 21 июля     | Палич, Сербия $10,000 — Грунт Турнир 2014                                 | Елизавета Янчук 6-7(11) 7-5 6-4                                             | Агнеш Букта                                             |
| 21 июля     | Палич, Сербия $10,000 — Грунт Турнир 2014                                 | Лина Джёрческа Елизавета Янчук 6-4 6-1                                      | Ирина Мария Бара Камелия-Елена Христя                   |
| 21 июля     | Стамбул, Турция $10,000 — Хард Турнир 2014                                | Лу Брюло 6-3 6-1                                                            | Каролин Ромео                                           |
| 21 июля     | Стамбул, Турция $10,000 — Хард Турнир 2014                                | Эмма Флуд Никки Луттикхёйс 7-6(5) 2-6 [10-6]                                | Гао Синьюй Е Цююй                                       |
| 21 июля     | Таллин, Эстония $10,000 — Грунт Турнир 2014                               | Чилла Ардьелан 7-6(3) 2-6 7-5                                               | Александра Артамонова                                   |
| 21 июля     | Таллин, Эстония $10,000 — Грунт Турнир 2014                               | Александра Артамонова Корнелия Листер 6-3 6-2                               | Юлия Матоян Ева Пальма                                  |
| 21 июля     | Тампере, Финляндия $10,000 — Грунт Турнир 2014                            | Мария Саккари 6-4 7-5                                                       | Анастасия Пивоварова                                    |
| 21 июля     | Тампере, Финляндия $10,000 — Грунт Турнир 2014                            | Александра Нанкэрроу Мария Саккари 6-2 6-3                                  | Эмма Лайне Анастасия Пивоварова                         |
| 21 июля     | Хорб-на-Неккаре, Германия $10,000 — Грунт Турнир 2014                     | Петра Крейсова 7-5 7-5                                                      | Йесика Малечкова                                        |
| 21 июля     | Хорб-на-Неккаре, Германия $10,000 — Грунт Турнир 2014                     | Хильда Меландер Барбора Штефкова 6-4 6-1                                    | Каролина Даниэльс Лаура Шедер                           |
| 21 июля     | Шарм-эш-Шейх, Египет $10,000 — Хард Турнир 2014                           | Валерия Страхова 6-3 6-2                                                    | Полин Пайе                                              |
| 21 июля     | Шарм-эш-Шейх, Египет $10,000 — Хард Турнир 2014                           | Илзе Хаттинг Мадри ле Ру 6-1 7-6(3)                                         | Алина Михеева Линда Пренкович                           |
| 21 июля     | Кампус-ду-Жордау, Бразилия $15,000 — Хард Турнир 2014                     | Габриэла Се 6-3 6-2                                                         | Эдуарда Пиай                                            |
| 21 июля     | Кампус-ду-Жордау, Бразилия $15,000 — Хард Турнир 2014                     | Натали Курата Джованна Томита 6-3 6-2                                       | Каролина Мелигени Родригес Алвес Ингрид Гамарра Мартинс |
| 21 июля     | Пхукет, Таиланд $25,000 — Хард(i) Турнир 2014                             | Ю Ми 6-4 6-2                                                                | Зузана Злохова                                          |
| 21 июля     | Пхукет, Таиланд $25,000 — Хард(i) Турнир 2014                             | Нича Летпитаксинчай Пеангтарн Плипыч 6-3 6-7(5) [11-9]                      | Хан На Рэ Ю Ми                                          |
| 21 июля     | Лексингтон, США $50,000 — Хард Турнир 2014                                | Мэдисон Бренгл 6-3 6-4                                                      | Николь Гиббс                                            |
| 21 июля     | Лексингтон, США $50,000 — Хард Турнир 2014                                | Джоселин Рэй Анна Смит 6-4 6-4                                              | Сюко Аояма Кэри Вонг                                    |
| 21 июля     | Собота, Польша $50,000+H — Грунт Турнир 2014                              | Кристина Кучова 1-6 7-5 6-3                                                 | Сесиль Каратанчева                                      |
| 21 июля     | Собота, Польша $50,000+H — Грунт Турнир 2014                              | Барбора Крейчикова Александра Крунич 3-6 6-0 [10-6]                         | Анастасия Васильева Марина Заневская                    |
| 21 июля     | Кубок президента Казахстана Астана, Казахстан $100,000 — Хард Турнир 2014 | Виталия Дьяченко 6-4 3-6 6-2                                                | Чагла Бююкакчай                                         |
| 21 июля     | Кубок президента Казахстана Астана, Казахстан $100,000 — Хард Турнир 2014 | Виталия Дьяченко Маргарита Гаспарян 6-4 6-1                                 | Михаэла Був Анна-Лена Фридзам                           |

## Неделя 31
| Дата начала | Турнир                                                                  | Чемпионки (Счёт финала)                        | Финалистки                                      |
| ----------- | ----------------------------------------------------------------------- | ---------------------------------------------- | ----------------------------------------------- |
| 28 июля     | Астана, Казахстан $10,000 — Хард Турнир 2014                            | Алёна Сотникова 5-7 6-4 6-1                    | Анна Шкудун                                     |
| 28 июля     | Астана, Казахстан $10,000 — Хард Турнир 2014                            | Полина Монова Екатерина Яшина 6-3 6-2          | Полина Пехова Светлана Пироженко                |
| 28 июля     | Копенгаген, Дания $10,000 — Грунт Турнир 2014                           | Май Граге 6-4 7-5                              | Карен Барбат                                    |
| 28 июля     | Копенгаген, Дания $10,000 — Грунт Турнир 2014                           | Карен Барбат Клаудиа Боцзова 6-4 6-1           | Эмили Франкати Мария Йесперсен                  |
| 28 июля     | Михаловце, Словакия $10,000 — Грунт Турнир 2014                         | Каролина Мухова 6-3 6-1                        | Яна Яблонская                                   |
| 28 июля     | Михаловце, Словакия $10,000 — Грунт Турнир 2014                         | Каролина Чехова Никола Горакова 7-6(4) 6-3     | Анна Каталина Альзате Эсмурзаева Ленка Винерова |
| 28 июля     | Нью-Дели, Индия $10,000 — Хард Турнир 2014                              | Пеангтарн Плипыч 6-2 6-4                       | Наташа Палха                                    |
| 28 июля     | Нью-Дели, Индия $10,000 — Хард Турнир 2014                              | Ратуджа Бхосале Ким Дабин 6-3 6-4              | Шармада Балу Ван Сияо                           |
| 28 июля     | Роверето, Италия $10,000 — Грунт Турнир 2014                            | Лаура Поус-Тио 6-2 4-6 6-1                     | Лиза Сабино                                     |
| 28 июля     | Роверето, Италия $10,000 — Грунт Турнир 2014                            | Луиза Мария Хубер Наталья Седлиская 6-4 6-1    | Лиза Сабино Аличе Саворетти                     |
| 28 июля     | Савитайпале, Финляндия $10,000 — Грунт Турнир 2014                      | Эмма Лайне 6-3 5-7 6-0                         | Мария Саккари                                   |
| 28 июля     | Савитайпале, Финляндия $10,000 — Грунт Турнир 2014                      | Диана Боголий Эмма Лайне 6-4 7-6(2)            | Александра Нанкэрроу Мария Саккари              |
| 28 июля     | Санта-Крус-де-ла-Сьерра, Боливия $10,000 — Грунт Турнир 2014            | Андреа Кох Бенвенуто 6-2 7-5                   | Джульета Лара Эстабле                           |
| 28 июля     | Санта-Крус-де-ла-Сьерра, Боливия $10,000 — Грунт Турнир 2014            | Сара Хименес Ноэлия Себальос 6-7(3) 6-4 [10-8] | София Луини Гваделупа Перес Рохас               |
| 28 июля     | Стамбул, Турция $10,000 — Хард Турнир 2014                              | Ольга Фридман 7-5 6-4                          | Е Цююй                                          |
| 28 июля     | Стамбул, Турция $10,000 — Хард Турнир 2014                              | Май Минокоси Акико Омаэ 3-6 6-2 [10-4]         | Гао Синьюй Ю Сяоди                              |
| 28 июля     | Телави, Грузия $10,000 — Грунт Турнир 2014                              | Юлия Калабина 6-4 6-4                          | Мариам Болквадзе                                |
| 28 июля     | Телави, Грузия $10,000 — Грунт Турнир 2014                              | Юлия Калабина Анастасия Вдовенко 7-6(4) 6-2    | Алёна Фомина Индия Магген                       |
| 28 июля     | Тимишоара, Румыния $10,000 — Грунт Турнир 2014                          | Мартина Спигарелли 6-4 6-4                     | Кристина Эне                                    |
| 28 июля     | Тимишоара, Румыния $10,000 — Грунт Турнир 2014                          | Катарина Адамович Лина Джёрческа 6-2 7-5       | Ралука Елена Платон Кристина-Мадалина Станку    |
| 28 июля     | Форт-Уэрт, США $10,000 — Хард Турнир 2014                               | Татьяна Мария 6-1 6-1                          | Хейли Картер                                    |
| 28 июля     | Форт-Уэрт, США $10,000 — Хард Турнир 2014                               | Хейли Картер Стефани Тан 6-3 6-3               | Кэтрин Харрисон Мэри Везерхольт                 |
| 28 июля     | Шарм-эш-Шейх, Египет $10,000 — Хард Турнир 2014                         | Валерия Страхова 6-2 6-3                       | Наталья Сипек                                   |
| 28 июля     | Шарм-эш-Шейх, Египет $10,000 — Хард Турнир 2014                         | Ивонн Кавалье Реймерс Алина Михеева 6-3 7-5    | Линда Пренкович Наоми Тотка                     |
| 28 июля     | Бад-Заульгау, Германия $25,000 — Грунт Турнир 2014                      | Марина Заневская 6-0 6-4                       | Габриэла Се                                     |
| 28 июля     | Бад-Заульгау, Германия $25,000 — Грунт Турнир 2014                      | Диана Бузян Арабела Фернандес Рабенер 7-5 6-3  | Хильда Меландер Ребекка Петерсон                |
| 28 июля     | Пльзень, Чехия $25,000 — Грунт Турнир 2014                              | Дениса Аллертова 6-1 6-1                       | Анастасия Васильева                             |
| 28 июля     | Пльзень, Чехия $25,000 — Грунт Турнир 2014                              | Сандра Клеменшиц Рената Ворачова 6-4 7-5       | Лидия Морозова Анастасия Васильева              |
| 28 июля     | Ухань, Китай $50,000 — Хард Турнир 2014                                 | Ван Цян 6-2 6-2                                | Луксика Кумкхум                                 |
| 28 июля     | Ухань, Китай $50,000 — Хард Турнир 2014                                 | Хань Синьюнь Чжан Кайлинь 6-4 6-2              | Мию Като Макото Ниномия                         |
| 28 июля     | Odlum Brown Vancouver Open Ванкувер, Канада $100,000 — Хард Турнир 2014 | Ярмила Гайдошова 3-6 6-2 7-6(3)                | Леся Цуренко                                    |
| 28 июля     | Odlum Brown Vancouver Open Ванкувер, Канада $100,000 — Хард Турнир 2014 | Эйжа Мухаммад Мария Санчес 6-3 1-6 [10-8]      | Джейми Лёб Элли Уилл                            |

## Неделя 32
| Дата начала | Турнир                                               | Чемпионки (Счёт финала)                          | Финалистки                            |
| ----------- | ---------------------------------------------------- | ------------------------------------------------ | ------------------------------------- |
| 4 августа   | Арад, Румыния $10,000 — Грунт Турнир 2014            | Николета Даскэлу 6-3 6-3                         | Диана Бузян                           |
| 4 августа   | Арад, Румыния $10,000 — Грунт Турнир 2014            | Ирина Мария Бара Диана Бузян 4-6 7-5 [10-6]      | Лина Джёрческа Камелия-Елена Христя   |
| 4 августа   | Астана, Казахстан $10,000 — Хард Турнир 2014         | Алёна Сотникова 6-4 6-0                          | Анна Шкудун                           |
| 4 августа   | Астана, Казахстан $10,000 — Хард Турнир 2014         | Ксения Палкина Екатерина Яшина 7-5 6-3           | Юдис Чун Анна Григорян                |
| 4 августа   | Бангалор, Индия $10,000 — Хард Турнир 2014           | Сюй Цзинвэнь 6-4 6-4                             | Фатма Аль Набхани                     |
| 4 августа   | Бангалор, Индия $10,000 — Хард Турнир 2014           | Шармада Балу Прартхана Тхомбаре 6-4 0-6 [10-6]   | Сюй Цзинвэнь Наташа Палха             |
| 4 августа   | Вена, Австрия $10,000 — Грунт Турнир 2014            | Лаура Поус-Тио 6-7(6) 6-3 6-1                    | Габриэла Пантучкова                   |
| 4 августа   | Вена, Австрия $10,000 — Грунт Турнир 2014            | Аличе Балдуччи Аличе Саворетти 7-5 6-0           | Кристина Грабалова Тереза Янатова     |
| 4 августа   | Заечар, Сербия $10,000 — Грунт Турнир 2014           | Наталья Костич 6-2 6-1                           | Елизавета Янчук                       |
| 4 августа   | Заечар, Сербия $10,000 — Грунт Турнир 2014           | Елизавета Янчук Наталья Костич 6-3 7-5           | Александра Нанкэрроу Барбора Штефкова |
| 4 августа   | Ноттингем, Великобритания $10,000 — Хард Турнир 2014 | Мари Танака 6-3 6-4                              | Май Минокоси                          |
| 4 августа   | Ноттингем, Великобритания $10,000 — Хард Турнир 2014 | Элисон Бэй Мари Танака 6-4 6-3                   | Кэти Боултер Фрейя Кристи             |
| 4 августа   | Санта-Фе, Аргентина $10,000 — Грунт Турнир 2014      | Фернанда Брито 4-6 6-4 6-4                       | Гваделупа Перес Рохас                 |
| 4 августа   | Санта-Фе, Аргентина $10,000 — Грунт Турнир 2014      | Ана Виктория Гобби Монляу Констанса Вега 6-3 6-2 | Фернанда Брито Камила Сильва          |
| 4 августа   | Телави, Грузия $10,000 — Грунт Турнир 2014           | Алёна Фомина 6-4 6-2                             | Сарай Стеренбах                       |
| 4 августа   | Телави, Грузия $10,000 — Грунт Турнир 2014           | Агне Цепелите Юстина Микульските 6-1 7-5         | Индия Магген Ленка Винерова           |
| 4 августа   | Шарм-эш-Шейх, Египет $10,000 — Хард Турнир 2014      | Валерия Страхова 6-4 6-1                         | Воислава Лукич                        |
| 4 августа   | Шарм-эш-Шейх, Египет $10,000 — Хард Турнир 2014      | Воислава Лукич Хайне Огата 6-4 6-2               | Хэрриет Дарт Клаудиа Уильямс          |
| 4 августа   | Каракас, Венесуэла $25,000 — Хард Турнир 2014        | Мария Иригойен 6-1 6-3                           | Армони Тан                            |
| 4 августа   | Каракас, Венесуэла $25,000 — Хард Турнир 2014        | Ванеса Фурланетто Флоренсия Молинеро 6-0 6-0     | Клотильда де Бернарди Аяка Окуно      |
| 4 августа   | Коксейде, Бельгия $25,000 — Грунт Турнир 2014        | Марина Заневская 6-1 6-1                         | Ришел Хогенкамп                       |
| 4 августа   | Коксейде, Бельгия $25,000 — Грунт Турнир 2014        | Исалин Бонавентюре Ришел Хогенкамп 6-4 6-4       | Бернарда Пера Деми Схюрс              |
| 4 августа   | Салунга-Лендисвиль, США $25,000 — Хард Турнир 2014   | Паула Каня 5-7 6-3 6-4                           | Унс Джабир                            |
| 4 августа   | Салунга-Лендисвиль, США $25,000 — Хард Турнир 2014   | Джейми Лёб Саназ Маранд 7-6(5) 6-1               | Лена Литвак Александра Мюллер         |
| 4 августа   | Хехинген, Германия $25,000 — Грунт Турнир 2014       | Карина Виттхёфт 4-6 6-4 6-3                      | Лаура Зигемунд                        |
| 4 августа   | Хехинген, Германия $25,000 — Грунт Турнир 2014       | Елена Богдан Валерия Соловьёва 6-3 6-1           | Каролина Даниэльс Антония Лоттнер     |

## Неделя 33
| Дата начала | Турнир                                                               | Чемпионки (Счёт финала)                      | Финалистки                               |
| ----------- | -------------------------------------------------------------------- | -------------------------------------------- | ---------------------------------------- |
| 11 августа  | Брчко, Босния и Герцеговина $10,000 — Грунт Турнир 2014              | Габриэла Пантучкова 6-7(5) 7-6(6) 6-3        | Барбора Штефкова                         |
| 11 августа  | Брчко, Босния и Герцеговина $10,000 — Грунт Турнир 2014              | Эма Бургич Анита Гусарич 6-1 6-4             | Ина Кауфингер Наталья Новотна            |
| 11 августа  | Инсбрук, Австрия $10,000 — Грунт Турнир 2014                         | Ива Мековец 2-6 6-2 6-1                      | Мартина Тревизан                         |
| 11 августа  | Инсбрук, Австрия $10,000 — Грунт Турнир 2014                         | Зузана Мацеёвская Камилла Розателло 6-2 6-2  | Изабелла Шиникова Юлия Стаматова         |
| 11 августа  | Стамбул, Турция $10,000 — Хард Турнир 2014                           | Ян Чжаосюань 7-6(4) 6-1                      | Ипек Сойлу                               |
| 11 августа  | Стамбул, Турция $10,000 — Хард Турнир 2014                           | Ван Янь Ю Сяоди Без игры                     | Гао Синьюй Ян Чжаосюань                  |
| 11 августа  | Телави, Грузия $10,000 — Грунт Турнир 2014                           | Анастасия Гасанова 6-3 6-3                   | Даниэла Чобанова                         |
| 11 августа  | Телави, Грузия $10,000 — Грунт Турнир 2014                           | Алёна Фомина Кристина Шаховец 6-4 4-6 [10-7] | Ани Амирагян Маргарита Лазарева          |
| 11 августа  | Шарм-эш-Шейх, Египет $10,000 — Хард Турнир 2014                      | Валерия Страхова 6-3 6-3                     | Хэрриет Дарт                             |
| 11 августа  | Шарм-эш-Шейх, Египет $10,000 — Хард Турнир 2014                      | Хэрриет Дарт Анна Моргина 6-2 6-1            | Эбби Майерс Джорджана Руриг              |
| 11 августа  | Эль-Треболь, Аргентина $10,000 — Грунт Турнир 2014                   | Констанса Вега 6-1 6-7(0) 6-2                | Мелина Ферреро                           |
| 11 августа  | Эль-Треболь, Аргентина $10,000 — Грунт Турнир 2014                   | Джульета Лара Эстабле Мелина Ферреро 7-5 6-4 | Ана Виктория Гобби Монляу Констанса Вега |
| 11 августа  | Лейпциг, Германия $15,000 — Грунт Турнир 2014                        | Ребекка Срамкова 6-4 3-6 6-2                 | Петра Убералова                          |
| 11 августа  | Лейпциг, Германия $15,000 — Грунт Турнир 2014                        | Ольга Дорошина Конни Перрен 7-5 6-4          | Диана Боголий Полина Лейкина             |
| 11 августа  | Вестенде, Бельгия $25,000 — Хард Турнир 2014                         | Сара Соррибес Тормо 6-2 6-0                  | Исалин Бонавентюре                       |
| 11 августа  | Вестенде, Бельгия $25,000 — Хард Турнир 2014                         | Исалин Бонавентюре Элизе Мертенс 6-2 6-2     | Марина Мельникова Евгения Родина         |
| 11 августа  | Уокинг, Великобритания $25,000 — Хард Турнир 2014                    | Марта Сироткина 7-5 6-3                      | Ана Богдан                               |
| 11 августа  | Уокинг, Великобритания $25,000 — Хард Турнир 2014                    | Юми Миядзаки Мари Танака 6-2 7-5             | Аличе Маттеуччи Деспина Папмихаил        |
| 11 августа  | Seguros Bolívar Open Богота, Колумбия $100,000+H — Грунт Турнир 2014 | Лара Арруабаррена 6-1 6-3                    | Юханна Ларссон                           |
| 11 августа  | Seguros Bolívar Open Богота, Колумбия $100,000+H — Грунт Турнир 2014 | Лара Арруабаррена Флоренсия Молинеро 6-2 6-0 | Мелани Клаффнер Патриция Майр-Ахлайтнер  |

## Неделя 34
| Дата начала | Турнир                                                                    | Чемпионки (Счёт финала)                              | Финалистки                                |
| ----------- | ------------------------------------------------------------------------- | ---------------------------------------------------- | ----------------------------------------- |
| 18 августа  | Анталья, Турция $10,000 — Хард Турнир 2014                                | Клотильда де Бернарди 6-4 2-6 6-3                    | Ипек Сойлу                                |
| 18 августа  | Анталья, Турция $10,000 — Хард Турнир 2014                                | Николь Колли Тина Техрани 6-1 6-4                    | Дебора Кручани Франческа Палмиджано       |
| 18 августа  | Бухарест, Румыния $10,000 — Грунт Турнир 2014                             | Кристина-Мадалина Станку 6-4 3-6 6-2                 | Габриэла Талабэ                           |
| 18 августа  | Бухарест, Румыния $10,000 — Грунт Турнир 2014                             | Ралука Елена Платон Кристина-Мадалина Станку 6-1 6-1 | Камелия-Елена Христя Оана Джорджета Симон |
| 18 августа  | Винковцы, Хорватия $10,000 — Грунт Турнир 2014                            | Габриэла Пантучкова 6-3 3-6 6-4                      | Ива Мековец                               |
| 18 августа  | Винковцы, Хорватия $10,000 — Грунт Турнир 2014                            | Яна Фетт Адрияна Лекай 6-3 7-5                       | Лилла Барзо Агнеш Букта                   |
| 18 августа  | Дуино-Ауризина, Италия $10,000 — Грунт Турнир 2014                        | Бьянка Турати 1-6 6-1 7-6(7)                         | Ива Приморац                              |
| 18 августа  | Дуино-Ауризина, Италия $10,000 — Грунт Турнир 2014                        | Дебора Кьеза Франческа Сегарелли 7-6(3) 6-2          | Александра Нанкэрроу Наоми Тотка          |
| 18 августа  | Олдензал, Нидерланды $10,000 — Грунт Турнир 2014                          | Стеффи Дистельманс 5-7 6-3 7-6(5)                    | Мелани Стокке                             |
| 18 августа  | Олдензал, Нидерланды $10,000 — Грунт Турнир 2014                          | Элисон Бэй Лу Цзяцзин 3-6 6-4 [10-6]                 | Элин Буйкенс Йейни Схепенс                |
| 18 августа  | Росарито, Мексика $10,000 — Хард Турнир 2014                              | Виктория Родригес 6-3 6-1                            | Марсела Сакариас                          |
| 18 августа  | Росарито, Мексика $10,000 — Хард Турнир 2014                              | Виктория Родригес Марсела Сакариас 6-4 6-1           | Александра Черконе Алекса Гуарачи         |
| 18 августа  | Шарм-эш-Шейх, Египет $10,000 — Хард Турнир 2014                           | Эбби Майерс 3-6 6-3 6-0                              | Ли Исюань                                 |
| 18 августа  | Шарм-эш-Шейх, Египет $10,000 — Хард Турнир 2014                           | Эбби Майерс Клаудиа Уильямс 6-0 4-6 [10-5]           | Бритт Гёкенс Ясмин Ладурнер               |
| 18 августа  | Брауншвейг, Германия $15,000 — Грунт Турнир 2014                          | Антония Лоттнер 6-3 6-3                              | Конни Перрен                              |
| 18 августа  | Брауншвейг, Германия $15,000 — Грунт Турнир 2014                          | Конни Перрен Шанель Симмондс 6-3 6-0                 | Полина Лейкина Изабелла Шиникова          |
| 18 августа  | Ванферсе-Боле, Бельгия $15,000 — Грунт Турнир 2014                        | Хильда Меландер 3-6 6-3 6-2                          | Софи Ойен                                 |
| 18 августа  | Ванферсе-Боле, Бельгия $15,000 — Грунт Турнир 2014                        | Элизе Мертенс Деми Схюрс 6-2 6-3                     | Татьяна Буа Даниэла Сегель                |
| 18 августа  | Виннипег, Канада $25,000 — Хард Турнир 2014                               | Патриция Майр-Ахлайтнер 6-2 6-2                      | Маё Хиби                                  |
| 18 августа  | Виннипег, Канада $25,000 — Хард Турнир 2014                               | Рози Йохансон Шарлотта Петрик 6-3 6-3                | Мария-Фернанда Алвес Анамика Бхаргава     |
| 18 августа  | Kivennapa Ladies' Cup Санкт-Петербург, Россия $25,000 — Грунт Турнир 2014 | Пемра Озген 6-1 7-5                                  | Эма Микульчич                             |
| 18 августа  | Kivennapa Ladies' Cup Санкт-Петербург, Россия $25,000 — Грунт Турнир 2014 | Виталия Дьяченко Илона Кремень 6-1 6-3               | Натела Дзаламидзе Анастасия Пивоварова    |

## Неделя 35
| Дата начала | Турнир                                                    | Чемпионки (Счёт финала)                                         | Финалистки                              |
| ----------- | --------------------------------------------------------- | --------------------------------------------------------------- | --------------------------------------- |
| 25 августа  | Анталья, Турция $10,000 — Хард Турнир 2014                | Валерия Проспери 6-2 6-1                                        | Анна Шкудун                             |
| 25 августа  | Анталья, Турция $10,000 — Хард Турнир 2014                | Алёна Фомина Кристина Шаховец 6-3 6-1                           | Ван Янь Ян Чжаосюань                    |
| 25 августа  | Йонволь, Южная Корея $10,000 — Хард Турнир 2014           | Чхве Джи Хи 6-3 6-4                                             | Чжан Юйсюань                            |
| 25 августа  | Йонволь, Южная Корея $10,000 — Хард Турнир 2014           | Ким На Ри Ли Хе Мин 4-6 6-4 [11-9]                              | Хон Ын Ён Кхан Со Кхюн                  |
| 25 августа  | Казань, Россия $10,000 — Хард Турнир 2014                 | Натела Дзаламидзе 6-2 6-2                                       | Марта Пайгина                           |
| 25 августа  | Казань, Россия $10,000 — Хард Турнир 2014                 | Натела Дзаламидзе Алёна Тарасова 6-1 6-1                        | Ксения Беккер Анастасия Фролова         |
| 25 августа  | Каслано, Швейцария $10,000 — Грунт Турнир 2014            | Лиза Сабино 4-6 6-0 7-5                                         | Джорджа Брешиа                          |
| 25 августа  | Каслано, Швейцария $10,000 — Грунт Турнир 2014            | Александра Нанкэрроу Ева Ваканно 6-0 6-3                        | Анжелика Морателли Лмза Сабино          |
| 25 августа  | Кито, Эквадор $10,000 — Грунт Турнир 2014                 | Андреа Кох Бенвенуто 6-3 6-4                                    | София Бланко                            |
| 25 августа  | Кито, Эквадор $10,000 — Грунт Турнир 2014                 | Мария Паулина Перес-Гарсия Паула Андреа Перес-Гарсия 7-5 7-6(4) | Натали Курата Эдуарда Пиай              |
| 25 августа  | Острава, Чехия $10,000 — Грунт Турнир 2014                | Яна Фетт 6-4 6-3                                                | Ленка Кунчикова                         |
| 25 августа  | Острава, Чехия $10,000 — Грунт Турнир 2014                | Ленка Кунчикова Каролина Стухлая 4-6 6-2 [10-7]                 | Марина Колб Надежда Колб                |
| 25 августа  | Пёртшах-ам-Вёртерзее, Австрия $10,000 — Грунт Турнир 2014 | Пиа Кёниг 6-3 4-6 7-5                                           | Барбара Хаас                            |
| 25 августа  | Пёртшах-ам-Вёртерзее, Австрия $10,000 — Грунт Турнир 2014 | Адрияна Лекай Сильвия Нирич 6-1 6-7(5) [10-4]                   | Зузана Лукнарова Карин Моргошова        |
| 25 августа  | Роттердам, Нидерланды $10,000 — Грунт Турнир 2014         | Кверина Лемойне 6-3 3-6 6-2                                     | Ольга Саес Ларра                        |
| 25 августа  | Роттердам, Нидерланды $10,000 — Грунт Турнир 2014         | Элисон Бэй Корнелия Листер 7-5 6-4                              | Бранди Мина Йейни Схепенс               |
| 25 августа  | Сан-Луис-Потоси, Мексика $10,000 — Хард Турнир 2014       | Марсела Сакариас 6-3 3-6 6-1                                    | Лорен Эмбри                             |
| 25 августа  | Сан-Луис-Потоси, Мексика $10,000 — Хард Турнир 2014       | Виктория Родригес Марсела Сакариас 6-1 5-7 [10-8]               | Эрин Кларк Аяка Окуно                   |
| 25 августа  | Шарм-эш-Шейх, Египет $10,000 — Хард Турнир 2014           | Ола Абу Закри 7-6(3) 6-4                                        | Сара Оттомано                           |
| 25 августа  | Шарм-эш-Шейх, Египет $10,000 — Хард Турнир 2014           | Анна Моргина Мишель Саммонс 6-2 6-1                             | Джулия Бруццоне Ришика Сункара          |
| 25 августа  | Баньятика, Италия $15,000 — Грунт Турнир 2014             | Конни Перрен 6-3 7-5                                            | Анастасия Гримальская                   |
| 25 августа  | Баньятика, Италия $15,000 — Грунт Турнир 2014             | Анастасия Гримальская Конни Перрен 7-5 3-6 [10-8]               | Манон Арканжоли Зузана Злохова          |
| 25 августа  | Мамая, Румыния $25,000 — Грунт Турнир 2014                | Андрея Миту 6-2 6-4                                             | Тереза Мартинцова                       |
| 25 августа  | Мамая, Румыния $25,000 — Грунт Турнир 2014                | Ирина Мария Бара Андрея Миту 6-4 6-1                            | Джорджа Андрея Крачун Патрича Мария Циг |
| 25 августа  | Флёрюс, Бельгия $25,000 — Грунт Турнир 2014               | Кристина Кучова 6-3 6-4                                         | Евгения Родина                          |
| 25 августа  | Флёрюс, Бельгия $25,000 — Грунт Турнир 2014               | Аранча Рус Деми Схюрс 6-4 6-1                                   | Хильда Меландер Марина Мельникова       |
| 25 августа  | Цукуба, Япония $25,000 — Хард Турнир 2014                 | Дзюнри Намигата 6-0 7-6(3)                                      | Чжан Кайчжэнь                           |
| 25 августа  | Цукуба, Япония $25,000 — Хард Турнир 2014                 | Хань Синьюнь Чжан Кайлинь 6-4 6-4                               | Нича Летпитаксинчай Пеангтарн Плипыч    |

## Неделя 36
| Дата начала | Турнир                                                                                 | Чемпионки (Счёт финала)                                 | Финалистки                            |
| ----------- | -------------------------------------------------------------------------------------- | ------------------------------------------------------- | ------------------------------------- |
| 1 сентября  | Анталья, Турция $10,000 — Хард Турнир 2014                                             | Эмма Лайне 6-0 6-4                                      | Нунгнадда Ваннасук                    |
| 1 сентября  | Анталья, Турция $10,000 — Хард Турнир 2014                                             | Акико Омаэ Котоми Такахата 7-5 6-2                      | Юми Накано Эден Сильва                |
| 1 сентября  | Белград, Сербия $10,000 — Грунт Турнир 2014                                            | Деа Хердзелас 6-2 6-2                                   | Нина Алибалич                         |
| 1 сентября  | Белград, Сербия $10,000 — Грунт Турнир 2014                                            | Наталья Костич Изабелла Шиникова 6-1 6-2                | Нина Алибалич Нина Стоянович          |
| 1 сентября  | Бол, Хорватия $10,000 — Грунт Турнир 2014                                              | Констанс Сибиль 6-4 6-4                                 | Ива Мековец                           |
| 1 сентября  | Бол, Хорватия $10,000 — Грунт Турнир 2014                                              | Жюстин де Суттер Софи Ойен 3-6 7-6(4) [10-7]            | Анна Клазен Шарлотта Клазен           |
| 1 сентября  | Галац, Румыния $10,000 — Грунт Турнир 2014                                             | Патрича Мария Циг 6-3 6-3                               | Елизавета Янчук                       |
| 1 сентября  | Галац, Румыния $10,000 — Грунт Турнир 2014                                             | Оана Джорджета Симон Агнеш Сатмари 4-6 6-4 [10-8]       | Диана Бузян Арабела Фернандес Рабенер |
| 1 сентября  | Йонволь, Южная Корея $10,000 — Хард Турнир 2014                                        | Ли Джин А 6-2 6-2                                       | Оливия Тьяндрамулия                   |
| 1 сентября  | Йонволь, Южная Корея $10,000 — Хард Турнир 2014                                        | Чхве Джи Хи Ли Со Ра 6-2 7-5                            | Лян Чэнь Лю Чан                       |
| 1 сентября  | Кито, Эквадор $10,000 — Грунт Турнир 2014                                              | Фернанда Брито 7-5 0-6 6-0                              | Эдуарда Пиай                          |
| 1 сентября  | Кито, Эквадор $10,000 — Грунт Турнир 2014                                              | Анастасия Харченко Гваделупа Перес Рохас 3-6 6-4 [10-8] | София Бланко Ана Мадкур               |
| 1 сентября  | Прага, Чехия $10,000 — Грунт Турнир 2014                                               | Йесика Малечкова 6-3 7-6(6)                             | Зузана Залабская                      |
| 1 сентября  | Прага, Чехия $10,000 — Грунт Турнир 2014                                               | Петра Крейсова Зузана Лукнарова 4-6 6-3 [10-6]          | Ленка Кунчикова Каролина Стухлая      |
| 1 сентября  | Санкт-Пёльтен, Австрия $10,000 — Грунт Турнир 2014                                     | Барбара Хаас 7-6(1) 0-6 6-1                             | Анна-Джулия Ремондина                 |
| 1 сентября  | Санкт-Пёльтен, Австрия $10,000 — Грунт Турнир 2014                                     | Карин Моргошова Шанталь Шкамлова 6-3 6-1                | Вера Алещева Яде Схулинк              |
| 1 сентября  | Шарм-эш-Шейх, Египет $10,000 — Хард Турнир 2014                                        | Анна Моргина 6-7(2) 6-4 6-3                             | Воислава Лукич                        |
| 1 сентября  | Шарм-эш-Шейх, Египет $10,000 — Хард Турнир 2014                                        | Илзе Хаттинг Мишель Саммонс 6-3 7-5                     | Гай Ао Ришика Сункара                 |
| 1 сентября  | Алфен-ан-ден-Рейн, Нидерланды $25,000 — Грунт Турнир 2014                              | Дениса Аллертова 6-3 — отказ                            | Тельяна Перейра                       |
| 1 сентября  | Алфен-ан-ден-Рейн, Нидерланды $25,000 — Грунт Турнир 2014                              | Ребекка Петерсон Ева Ваканно 6-4 6-4                    | Ришел Хогенкамп Лесли Керкхове        |
| 1 сентября  | AEGON GB Pro-Series Barnstaple Барнстапл, Великобритания $25,000 — Хард(i) Турнир 2014 | Карина Виттхёфт 6-2 6-4                                 | Виктория Голубич                      |
| 1 сентября  | AEGON GB Pro-Series Barnstaple Барнстапл, Великобритания $25,000 — Хард(i) Турнир 2014 | Ализе Лим Карина Виттхёфт 6-2 6-1                       | Виктория Голубич Диана Марцинкевич    |
| 1 сентября  | Москва, Россия $25,000 — Грунт Турнир 2014                                             | Евгения Родина 7-6(2) 6-1                               | Ксения Кнолль                         |
| 1 сентября  | Москва, Россия $25,000 — Грунт Турнир 2014                                             | Анна Данилина Ксения Кнолль 6-1 4-6 [10-6]              | Валентина Ивахненко Юлия Калабина     |
| 1 сентября  | Ното, Япония $25,000 — Ковёр Турнир 2014                                               | Тамарин Танасугарн 6-0 6-4                              | Ли Ясюань                             |
| 1 сентября  | Ното, Япония $25,000 — Ковёр Турнир 2014                                               | Мияби Иноуэ Рико Саваянаги 6-3 7-6(2)                   | Мики Миямура Тихиро Нуномэ            |

## Неделя 37
| Дата начала | Турнир                                                                    | Чемпионки (Счёт финала)                              | Финалистки                                 |
| ----------- | ------------------------------------------------------------------------- | ---------------------------------------------------- | ------------------------------------------ |
| 8 сентября  | Анталья, Турция $10,000 — Хард Турнир 2014                                | Ким-Алице Грайдек 6-3 6-4                            | Канами Цудзи                               |
| 8 сентября  | Анталья, Турция $10,000 — Хард Турнир 2014                                | Акико Омаэ Котоми Такахата 6-4 6-2                   | Нунгнадда Ваннасук Варуня Вонгтинчай       |
| 8 сентября  | Бол, Хорватия $10,000 — Грунт Турнир 2014                                 | Ива Мековец 6-4 6-1                                  | Яна Фетт                                   |
| 8 сентября  | Бол, Хорватия $10,000 — Грунт Турнир 2014                                 | Вивьен Юхасова Барбора Котелешова 2-6 6-1 [10-7]     | Габриэла ван де Граф Юлия Вахачик          |
| 8 сентября  | Бухарест, Румыния $10,000 — Грунт Турнир 2014                             | Михаэла Бузарнеску 6-3 2-6 6-1                       | Симона Ионеску                             |
| 8 сентября  | Бухарест, Румыния $10,000 — Грунт Турнир 2014                             | Ралука Чуфрила Андрея Гитеску 6-7(2) 6-1 [10-7]      | Йоана Дуку Юлия Хелбет                     |
| 8 сентября  | Врнячка-Баня, Сербия $10,000 — Грунт Турнир 2014                          | Валентини Грамматикопулу 1-6 6-3 7-6(5)              | Деа Хердзелас                              |
| 8 сентября  | Врнячка-Баня, Сербия $10,000 — Грунт Турнир 2014                          | Деа Хердзелас Нина Стоянович 6-3 6-0                 | Дарья Лодикова Катерина Слюсарь            |
| 8 сентября  | Киото, Япония $10,000 — Хард(i) Турнир 2014                               | Нуднида Луангнам 7-6(7) 3-6 6-4                      | Кёко Окамура                               |
| 8 сентября  | Киото, Япония $10,000 — Хард(i) Турнир 2014                               | Макото Ниномия Кёко Окамура 6-3 6-3                  | Аяка Окуно Митика Одзэки                   |
| 8 сентября  | Льейда, Испания $10,000 — Грунт Турнир 2014                               | Лусия Сервера-Васкес 6-2 6-3                         | Аличе Саворетти                            |
| 8 сентября  | Льейда, Испания $10,000 — Грунт Турнир 2014                               | Елизавета Янчук Александра Нанкэрроу 6-1 6-1         | Ивонн Кавалье Реймерс Лусия Сервера-Васкес |
| 8 сентября  | Прага, Чехия $10,000 — Грунт Турнир 2014                                  | Петра Крейсова 6-2 6-4                               | Никола Вайдова                             |
| 8 сентября  | Прага, Чехия $10,000 — Грунт Турнир 2014                                  | Яна Яблоновская Вендула Зовинцова 6-0 7-6(0)         | Луция Прохазкова Кристина Роучкова         |
| 8 сентября  | Пула, Италия $10,000 — Грунт Турнир 2014                                  | Мартина Тревизан 6-4 6-3                             | Кристиана Феррандо                         |
| 8 сентября  | Пула, Италия $10,000 — Грунт Турнир 2014                                  | Аличе Балдуччи Анжелика Морателли 6-1 6-4            | Кристиана Феррандо Стефания Рубини         |
| 8 сентября  | Шарм-эш-Шейх, Египет $10,000 — Хард Турнир 2014                           | Воислава Лукич 6-3 6-4                               | Анна Моргина                               |
| 8 сентября  | Шарм-эш-Шейх, Египет $10,000 — Хард Турнир 2014                           | Анна Моргина Яна Сизикова 6-3 0-6 [10-6]             | Илзе Хаттинг Мишель Саммонс                |
| 8 сентября  | Батуми, Грузия $25,000 — Хард Турнир 2014                                 | Ан-Софи Местах 6-2 6-0                               | Ольга Янчук                                |
| 8 сентября  | Батуми, Грузия $25,000 — Хард Турнир 2014                                 | Ан-Софи Местах Сандра Заневская 6-1 6-1              | Александрина Найденова Валерия Страхова    |
| 8 сентября  | Москва, Россия $25,000 — Грунт Турнир 2014                                | Виталия Дьяченко 6-3 6-1                             | Евгения Родина                             |
| 8 сентября  | Москва, Россия $25,000 — Грунт Турнир 2014                                | Ксения Кнолль Вероника Кудерметова 7-6(10) 7-5       | Александра Артамонова Полина Монова        |
| 8 сентября  | Реддинг, США $25,000 — Хард Турнир 2014                                   | Джаннифер Бреди 6-2 6-1                              | Лорен Эмбри                                |
| 8 сентября  | Реддинг, США $25,000 — Хард Турнир 2014                                   | Джаннифер Бреди Лорен Эмбри 6-3 6-2                  | Александра Фэйси Кэт Фэйси                 |
| 8 сентября  | Allianz Cup София, Болгария $25,000 — Грунт Турнир 2014                   | Андрея Миту 6-4 4-6 6-3                              | Виктория Кан                               |
| 8 сентября  | Allianz Cup София, Болгария $25,000 — Грунт Турнир 2014                   | Лина Джёрческая Деспина Папамихаил 6-1 6-4           | Ребекка Срамкова Юлия Терзийская           |
| 8 сентября  | Открытый чемпионат Сен-Мало Сен-Мало, Франция $50,000 — Грунт Турнир 2014 | Карина Виттхёфт 6-0 6-1                              | Альберта Брианти                           |
| 8 сентября  | Открытый чемпионат Сен-Мало Сен-Мало, Франция $50,000 — Грунт Турнир 2014 | Джулия Гатто-Монтиконе Анастасия Гримальская 6-3 6-1 | Татьяна Буа Беатрис Гарсия-Видагани        |

## Неделя 38
| Дата начала | Турнир                                                                                | Чемпионки (Счёт финала)                         | Финалистки                                 |
| ----------- | ------------------------------------------------------------------------------------- | ----------------------------------------------- | ------------------------------------------ |
| 15 сентября | Анталья, Турция $10,000 — Хард Турнир 2014                                            | Клотильда де Бернарди 6-2 6-3                   | Катерина Крамперова                        |
| 15 сентября | Анталья, Турция $10,000 — Хард Турнир 2014                                            | Юми Накано Котоми Такахата 6-1 7-5              | Агне Цепелите Юстина Микульските           |
| 15 сентября | Бол, Хорватия $10,000 — Грунт Турнир 2014                                             | Габриэла Пантучкова 2-6 6-4 6-2                 | Тена Лукас                                 |
| 15 сентября | Бол, Хорватия $10,000 — Грунт Турнир 2014                                             | Вивьен Юхасова Карин Моргошова 4-6 6-2 [10-2]   | Тереза Кляйнштойбер Штефани Форих          |
| 15 сентября | Глубока-над-Влтавой, Чехия $10,000 — Грунт Турнир 2014                                | Ленка Кунчикова 6-4 6-3                         | Йесика Малечкова                           |
| 15 сентября | Глубока-над-Влтавой, Чехия $10,000 — Грунт Турнир 2014                                | Яна Яблоновская Каролина Мухова 7-6(2) 7-5      | Вероника Коларова Петра Крейсова           |
| 15 сентября | Мадрид, Испания $10,000 — Хард Турнир 2014                                            | Лусия Сервера-Васкес 6-3 6-3                    | Ольга Саес Ларра                           |
| 15 сентября | Мадрид, Испания $10,000 — Хард Турнир 2014                                            | Инес Феррер Суарес Мария Саккари 6-2 3-6 [11-9] | Ивонн Кавалье Реймерс Лусия Сервера-Васкес |
| 15 сентября | Петанж, Люксембург $10,000 — Хард(i) Турнир 2014                                      | Лу Цзяцзин 6-1 — отказ                          | Михаэла Гончова                            |
| 15 сентября | Петанж, Люксембург $10,000 — Хард(i) Турнир 2014                                      | Элин Буйкенс Келли Верстег 7-6(2) 6-1           | Михаэла Гончова Нора Нидмерс               |
| 15 сентября | Пула, Италия $10,000 — Грунт Турнир 2014                                              | Мартина Тревизан 6-4 6-3                        | Мари Бенуа                                 |
| 15 сентября | Пула, Италия $10,000 — Грунт Турнир 2014                                              | Аличе Балдуччи Джорджа Брешиа 3-6 6-0 [10-5]    | Мари Бенуа Кимберли Циммерманн             |
| 15 сентября | Тлемсен, Алжир $10,000 — Грунт Турнир 2014                                            | Маргарита Лазарева 7-6(3) 6-2                   | Армони Тан                                 |
| 15 сентября | Тлемсен, Алжир $10,000 — Грунт Турнир 2014                                            | Барбара Бонич Маргарита Лазарева 6-2 6-2        | Тамара Чурович Наоми Тотка                 |
| 15 сентября | Шарм-эш-Шейх, Египет $10,000 — Хард Турнир 2014                                       | Анна Моргина 7-5 6-2                            | Сри Вайшнави Педди Редди                   |
| 15 сентября | Шарм-эш-Шейх, Египет $10,000 — Хард Турнир 2014                                       | Аранча Андради Илзе Хаттинг 7-6(6) 6-2          | Анна Моргина Яна Сизикова                  |
| 15 сентября | Добрич, Болгария $25,000 — Грунт Турнир 2014                                          | Евгения Родина 3-6 7-5 6-3                      | Андрея Миту                                |
| 15 сентября | Добрич, Болгария $25,000 — Грунт Турнир 2014                                          | Ирина Мария Бара Андрея Миту 7-5 7-6(5)         | Река-Луца Яни Изабелла Шиникова            |
| 15 сентября | Телави, Грузия $25,000 — Грунт Турнир 2014                                            | Дарья Касаткина 6-1 4-6 [10-7]                  | Жасмин Паолини                             |
| 15 сентября | AEGON GB Pro-Series Shrewsbury Шрусбери, Великобритания $25,000 — Хард(i) Турнир 2014 | Осеан Додан 6-4 6-3                             | Карина Виттхёфт                            |
| 15 сентября | AEGON GB Pro-Series Shrewsbury Шрусбери, Великобритания $25,000 — Хард(i) Турнир 2014 | Ришел Хогенкамп Лесли Керкхове 2-6 7-5 [10-8]   | Никола Гойер Виктория Голубич              |
| 15 сентября | Coleman Vision Tennis Championships Альбукерке, США $75,000 — Хард Турнир 2014        | Анна Татишвили 6-2 6-4                          | Ирина Фалькони                             |
| 15 сентября | Coleman Vision Tennis Championships Альбукерке, США $75,000 — Хард Турнир 2014        | Джан Абаза Мелани Уден 6-2 6-3                  | Николь Мелихар Элли Уилл                   |

## Неделя 39
| Дата начала | Турнир                                                | Чемпионки (Счёт финала)                            | Финалистки                                        |
| ----------- | ----------------------------------------------------- | -------------------------------------------------- | ------------------------------------------------- |
| 22 сентября | Амелия-Айленд, США $10,000 — Грунт Турнир 2014        | Ингрид Нил 4-4 — отказ                             | Эдина Галловиц-Холл                               |
| 22 сентября | Амелия-Айленд, США $10,000 — Грунт Турнир 2014        | Мария Фернанда Алвес Кэри Вонг 7-6(6) 7-6(4)       | Софи Чанг Энди Даниэль                            |
| 22 сентября | Анталья, Турция $10,000 — Хард Турнир 2014            | Лиза-Мария Мозер 7-5 6-4                           | Клаудиа Джовине                                   |
| 22 сентября | Анталья, Турция $10,000 — Хард Турнир 2014            | Ван Янь Ю Сяоди 6-1 3-6 [10-8]                     | Хэрриет Дарт Джессика Симпсон                     |
| 22 сентября | Бол, Хорватия $10,000 — Грунт Турнир 2014             | Тена Лукас 6-0 6-1                                 | Петра Роганова                                    |
| 22 сентября | Бол, Хорватия $10,000 — Грунт Турнир 2014             | Мартина Башич Тена Лукас 6-1 6-2                   | Ана Опаренович Магдалена Стоилковска              |
| 22 сентября | Варна, Болгария $10,000 — Грунт Турнир 2014           | Лина Джёрческа 2-6 6-4 6-4                         | Пернилья Мендесова                                |
| 22 сентября | Варна, Болгария $10,000 — Грунт Турнир 2014           | Изабелла Шиникова Юлия Терзийская 7-5 6-1          | Диана Бузян Ралука Елена Платон                   |
| 22 сентября | Мадрид, Испания $10,000 — Хард Турнир 2014            | Елизавета Янчук 6-2 6-3                            | Хлоэ Паке                                         |
| 22 сентября | Мадрид, Испания $10,000 — Хард Турнир 2014            | Алёна Большова-Задойнов Ольга Саес Ларра 6-1 6-4   | Марта Уги Гонсалес Усинас Эстрела Перес-Сомарриба |
| 22 сентября | Пула, Италия $10,000 — Грунт Турнир 2014              | Джорджа Брешиа 6-3 6-3                             | Александра Нанкэрроу                              |
| 22 сентября | Пула, Италия $10,000 — Грунт Турнир 2014              | Верена Хофер Мартина Пратези 6-4 7-5               | Мари Бенуа Кимберли Циммерманн                    |
| 22 сентября | Шарм-эш-Шейх, Египет $10,000 — Хард Турнир 2014       | Наоми Кавадей 6-4 6-4                              | Ана Веселинович                                   |
| 22 сентября | Шарм-эш-Шейх, Египет $10,000 — Хард Турнир 2014       | Йоана Дуку Эден Сильва 6-2 6-4                     | Юй Сайкай Нацуми Ёкота                            |
| 22 сентября | Алжир, Алжир $15,000 — Грунт Турнир 2014              | Конни Перрен 6-1 6-1                               | Шеразад Ре                                        |
| 22 сентября | Алжир, Алжир $15,000 — Грунт Турнир 2014              | Пиа Кёниг Конни Перрен 6-3 6-1                     | Наталья Костич Маргарита Лазарева                 |
| 22 сентября | Клермон-Ферран, Франция $25,000 — Хард(i) Турнир 2014 | Ришел Хогенкамп 6-1 6-3                            | Жюли Куэн                                         |
| 22 сентября | Клермон-Ферран, Франция $25,000 — Хард(i) Турнир 2014 | Ирина Рамьялизон Нина Цандер 6-1 6-0               | Фанни Карамаро Виктория Мунтян                    |
| 22 сентября | Подгорица, Черногория $25,000 — Грунт Турнир 2014     | Андрея Миту 6-1 6-4                                | Виталия Дьяченко                                  |
| 22 сентября | Подгорица, Черногория $25,000 — Грунт Турнир 2014     | Александра Каданцу Штефани Фогт 6-1 3-6 [10-2]     | Ксения Кнолль Аранча Рус                          |
| 22 сентября | Сьюдад-Хуарес, Мексика $25,000 — Грунт Турнир 2014    | Лаура Поус-Тио 6-4 6-1                             | Лурдес Домингес Лино                              |
| 22 сентября | Сьюдад-Хуарес, Мексика $25,000 — Грунт Турнир 2014    | Мариана Дуке-Мариньо Лаура Пигосси 6-1 3-6 [10-4]  | Йоана Лоредана Рошка Ленка Винерова               |
| 22 сентября | Лас-Вегас, США $50,000 — Хард Турнир 2014             | Мэдисон Бренгл 6-1 6-4                             | Мишель Ларшер де Бриту                            |
| 22 сентября | Лас-Вегас, США $50,000 — Хард Турнир 2014             | Вероника Сепеде Роиг Мария Иригойен 6-3 5-7 [11-9] | Эйжа Мухаммад Мария Санчес                        |

## Неделя 40
| Дата начала | Турнир                                             | Чемпионки (Счёт финала)                     | Финалистки                           |
| ----------- | -------------------------------------------------- | ------------------------------------------- | ------------------------------------ |
| 29 сентября | Албена, Болгария $10,000 — Грунт Турнир 2014       | Пернилья Мендесова 6-4 0-6 6-3              | Елена Богдан                         |
| 29 сентября | Албена, Болгария $10,000 — Грунт Турнир 2014       | Диана Бузян Ралука Елена Платон 6-2 6-2     | Елена Плоскина Анастасия Вдовенко    |
| 29 сентября | Анталья, Турция $10,000 — Хард Турнир 2014         | Шеразад Ре 6-4 6-4                          | Катерина Ванькова                    |
| 29 сентября | Анталья, Турция $10,000 — Хард Турнир 2014         | Цю Юйе Ю Сяоди 7-5 2-6 [10-8]               | Дебора Керфс Камилла Розателло       |
| 29 сентября | Валь-де-Ушо, Испания $10,000 — Грунт Турнир 2014   | Андреа Гамис 6-1 3-6 6-3                    | Лусия Сервера-Васкес                 |
| 29 сентября | Валь-де-Ушо, Испания $10,000 — Грунт Турнир 2014   | Андреа Гамис Ольга Паррес-Аскойтия 6-2 6-3  | Татьяна Буа Аличе Саворетти          |
| 29 сентября | Пула, Италия $10,000 — Грунт Турнир 2014           | Илка Чореги 7-6(4) 7-6(3)                   | Анна Клазен                          |
| 29 сентября | Пула, Италия $10,000 — Грунт Турнир 2014           | Анна Клазен Шарлотта Клазен 6-3 4-6 [10-8]  | Мари Бенуа Кимберли Циммерманн       |
| 29 сентября | Хилтон-Хед-Айленд, США $10,000 — Грунт Турнир 2014 | Мария Боузкова 7-5 6-1                      | Наталья Вихлянцева                   |
| 29 сентября | Хилтон-Хед-Айленд, США $10,000 — Грунт Турнир 2014 | Мария-Фернанда Алвес Кэри Вонг 6-1 7-6(5)   | Эмили Харман Маделейн Кобелт         |
| 29 сентября | Шарм-эш-Шейх, Египет $10,000 — Хард Турнир 2014    | Хэрриет Дарт 6-2 6-1                        | Нурия Паррисас-Диас                  |
| 29 сентября | Шарм-эш-Шейх, Египет $10,000 — Хард Турнир 2014    | Хэрриет Дарт Мелис Сезер 7-5 6-1            | Йоана Дуку Эден Сильва               |
| 29 сентября | Шымкент, Казахстан $10,000 — Грунт Турнир 2014     | Анастасия Рудакова 6-4 6-0                  | Маргарита Лазарева                   |
| 29 сентября | Шымкент, Казахстан $10,000 — Грунт Турнир 2014     | Альбина Хабибулина Полина Пехова Без игры   | Александра Гринчишина Ксения Палкина |
| 29 сентября | Монтеррей, Мексика $25,000 — Хард Турнир 2014      | Катерина Бондаренко 6-1 7-5                 | Ана Врлич                            |
| 29 сентября | Монтеррей, Мексика $25,000 — Хард Турнир 2014      | Настя Колар Шанталь Шкамлова 6-3 2-6 [10-5] | Флоренсия Молинеро София Шапатава    |